# Koto (houtsoort)

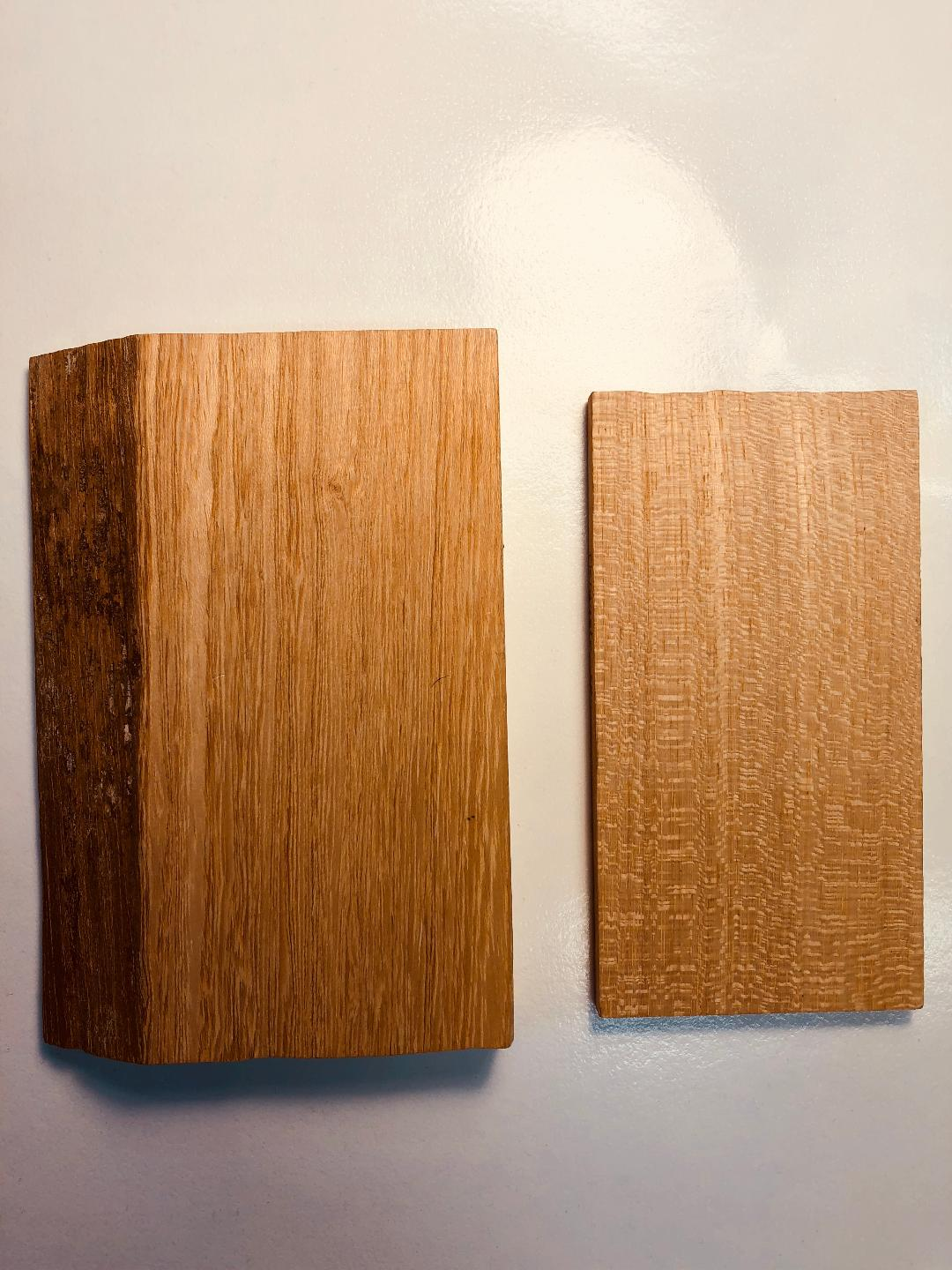
Koto; rechts een kwartiers vlak, met spiegeltjes

Koto is een houtsoort afkomstig van Pterygota bequaertii en Pterygota macrocarpa (familie Sterculiaceae / Malvaceae), die voorkomen in het Westen van tropisch Afrika. België voert vooral Koto in uit Ivoorkust, Ghana en Kameroen.
De boom wordt tussen de 25 tot 40 meter met een takvrije stam tussen de 15 en 20 meter. De diameter wordt een 50 tot 90 cm, bij uitzondering tot 120 cm.
Het hout is meestal rechtdradig, maar soms ook kruisdradig en crèmekleurig tot geelwit van kleur. Er kunnen witte stippen voorkomen door opgenomen minerale stoffen. Soms ook bruine en zwarte vlekken. Het is een houtsoort die gevoelig is voor blauwschimmel. Het wordt gebruikt voor binnenschrijnwerk wegens de slechte duurzaamheid zoals wand en zolderbekleding, trappen en parket. Daarnaast ook als fineer of voor snijwerk. 
De body van een basgitaar van Fender, de Jaguar Modern Player, is van deze houtsoort gemaakt.